# Erich Kostner
Erich Kostner (Corvara in Badia, 26 gennaio 1921 – Corvara in Badia, 18 giugno 2018) è stato un dirigente sportivo italiano.
È stato uno dei pionieri del turismo in Alta Badia, Alto Adige, e tra i fondatori, nel 1974, del Dolomiti Superski. Figlio dell'alpinista Franz, nel 1947 inizia l'attività funiviaria nel 1947 con la fondazione della S.r.l. Sciovie Ladinia e la costituzione, nello stesso anno, della seggiovia Corvara - Col Alto, prima seggiovia collaudata in Italia. L'attività è continuata negli anni successivi con la costituzione di numerose altre società con le quali ha realizzato 50 impianti a fune, 60 km di piste, di cui 22,5 provviste di attrezzature per l'innevamento artificiale, circa 15 km di strada di collegamento fra il fondovalle e l'altopiano, 2 ristoranti in quota e il rifugio Franz Kostner costruito sul Vallon a ricordo del padre e poi donato al C.A.I. di Bolzano. Nel 1978 ha fondato l'Associazione Nazionale Esercenti Funiviari (ANEF), di cui è stato Presidente fino al 1991. Ha costituito inoltre numerosi consorzi: Consorzio Skicarosello Corvara - La Villa - San Cassiano (1983), Consorzio Esercenti Impianti a Fune Alta Badia (1974). Nel 2009 è stato insignito dal Presidente della Repubblica del titolo di "Cavaliere del lavoro".